# 宇土車站
宇土車站（日语：〔〕／ Uto eki */?）是日本九州旅客鐵道鹿兒島本線及三角線共用的其中一個鐵路車站，位於熊本縣宇土市。本站於1895年1月28日開業。

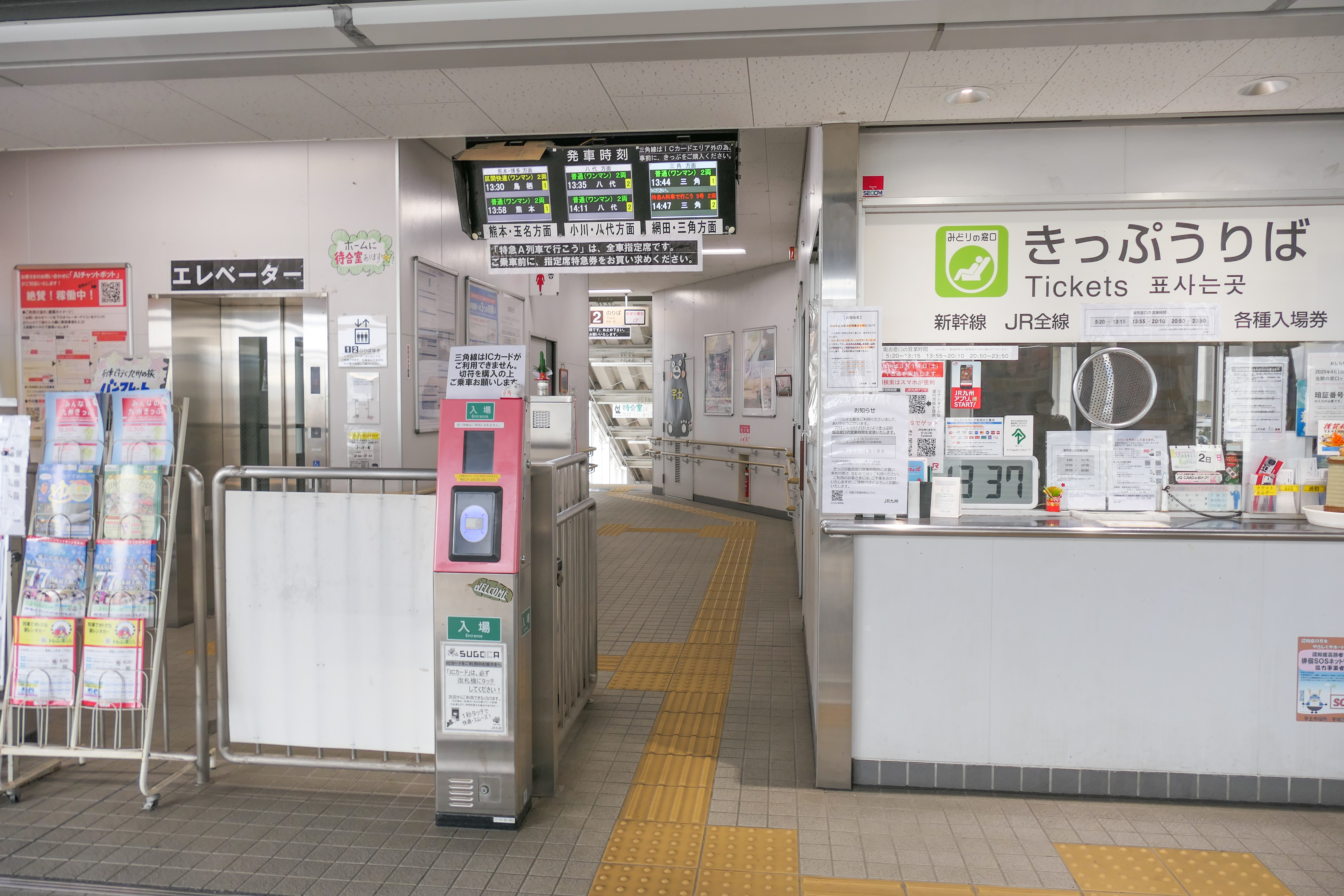
驗票口（2022年1月）

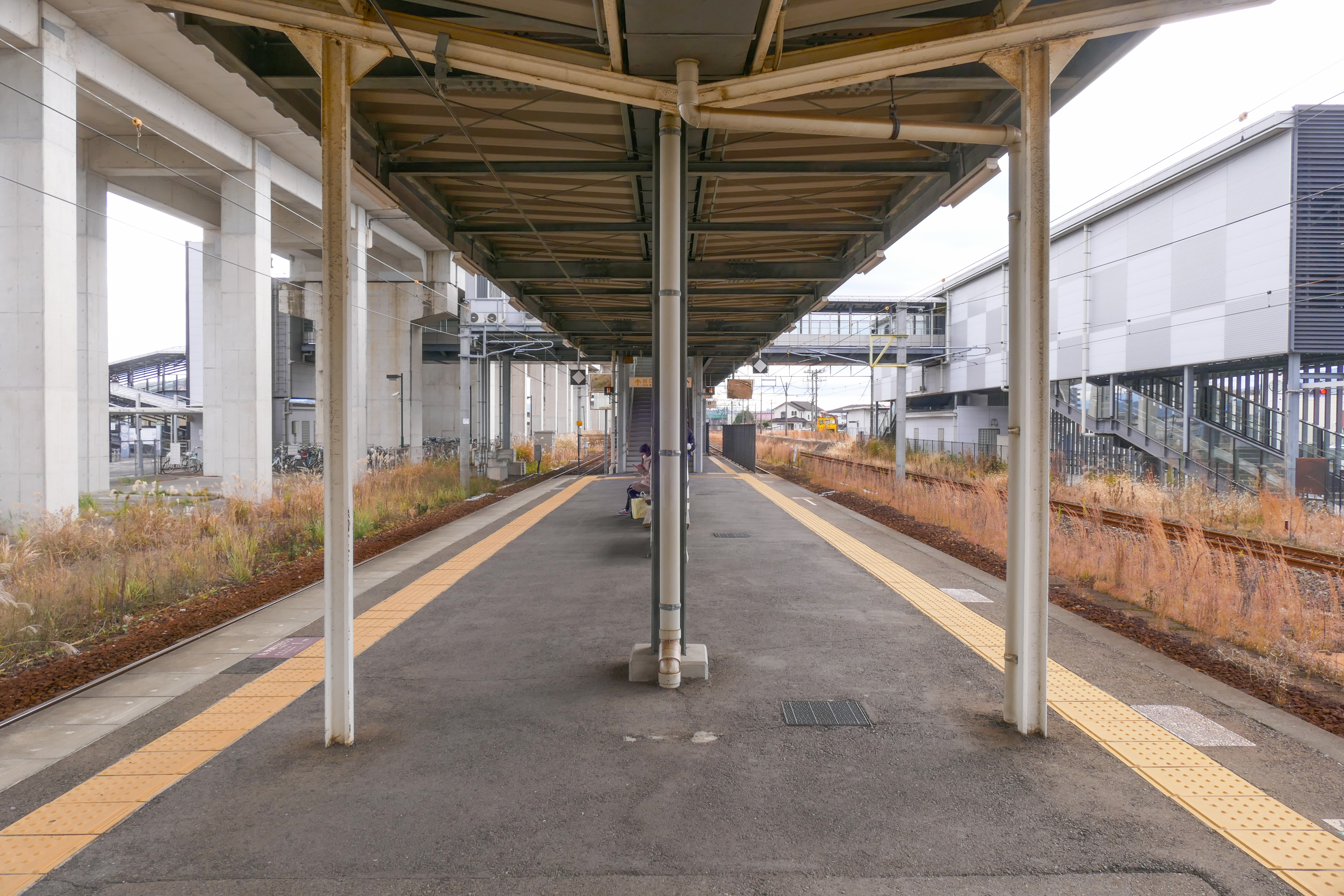
月台（2022年1月）

## 車站構造
島式月台1面2線與通過線1線的地面車站，設有跨站式站房

### 月台配置
| 月台 | 路線                            | 方向 | 目的地                 | 備註          |
| ---- | ------------------------------- | ---- | ---------------------- | ------------- |
| 1    | ■鹿兒島本線 （包括■天草三角線） | 上行 | 熊本、玉名、大牟田方向 |               |
| 2    | ■鹿兒島本線                     | 下行 | 松橋、新八代、八代方向 |               |
| 2    | ■天草三角線                     | 下行 | 網田、三角方向         | 一部分1號月台 |

## 相鄰車站
九州旅客鐵道
鹿兒島本線
■快速（肥薩線開出的直通、只限上行運行）・■快速「超級橙」（只限週末假日運行）
通過
■普通
富合－宇土－松橋
天草三角線（三角線，但是熊本站－此站之間是鹿兒島本線）
- 觀光特急「坐A列車去吧」停靠站

■普通
富合－宇土－綠川

## 外部連結
- （日語） 九州旅客鐵道網頁內的宇土車站（页面存档备份，存于）

32°41′39″N 130°40′09″E / 32.69418611°N 130.6691444°E